# 哈阿宗
哈阿宗（宗喀語：ཧཱ་རྫོང་ཁག）是不丹二十個宗之一，地處不丹西部邊境。北接中國西藏，西南方為薩姆宗，東南方為楚卡宗，東接帕羅宗。首府哈阿，面積達1,585km2，人口大約13,240，而根據2005年人口普查，當地人口為11648人，是不丹人口第二少的宗喀。
哈阿河谷是一個南北走向非常狹窄的河谷。主要的農作物是小麥及大麥，其次就是米、馬鈴薯、辣椒、蘋果等等。除此之外，農民還會飼養犛牛、牛、雞、豬及馬。哈阿森林覆蓋率高達78%，林木業成了當地重要的經濟產業。
哈阿古代名字為「Has」（宗喀語：ཧས），暗示神秘的隱蔽。哈阿河谷也被稱為「隱蔽的大米河谷」。
2002年，哈阿河谷對外國旅客開放。當時旅遊設施相對帕羅宗、廷布宗及布姆唐宗仍然未開發。

## 行政區劃
哈阿宗轄下有五個格窩：
- Bji Gewog
- Gakiling Gewog
- Katsho Gewog
- Sama Gewog
- Sangbay Gewog
- Uesu Gewog

## 歷史建築及文物
- 當地的黑廟、白廟及與帕羅宗的祈楚寺同建於7世紀。
- 神聖橡木